# Premont, Texas
Premont är en ort i Jim Wells County i delstaten Texas, USA.